# 義興縣 (西楚州)
義興縣，蕭梁設置的縣。當在今河南信陽市區附近。
梁武帝蕭衍置，屬西楚州城陽郡，入北魏仍設置。入隋，開皇十八年改義興縣為純義縣，大業初州縣並廢入城陽縣。